# إد ولورين وارن
كان إدوارد وارين ميني (7 سبتمبر 1926-23 أغسطس 2006) ولورين ريتا وارين ( اسم الولادة: Moran
 ؛ 31 يناير 1927 - 18 أبريل 2019) محققين ومؤلفين أمريكيين خوارق مرتبطين بشخصيات بارزة حالات المطاردة المزعومة. كان إدوارد عالِمًا وشيطانيًا ومؤلفًا ومحاضرًا. زعمت لورين أنها مستبصرة ووسطاء نشوة خفيف يعمل عن كثب مع زوجها.
في عام 1952 ، أسس آل وارينز جمعية نيو إنجلاند للأبحاث النفسية (NESPR)، وهي أقدم مجموعة لصيد الأشباح في نيو إنجلاند. قاموا بتأليف العديد من الكتب حول الخوارق وحول تحقيقاتهم الخاصة في تقارير مختلفة عن نشاط خوارق. زعموا أنهم حققوا في أكثر من 10000 قضية خلال حياتهم المهنية. كان آل وارين من بين المحققين الأوائل في أميتيفيل الذي يطاردهم. وفقًا لـ Warrens ، الموقع الرسمي لـ NESPR و Viviglam Magazine والعديد من المصادر الأخرى ، تستخدم NESPR مجموعة متنوعة من الأفراد، بما في ذلك الأطباء والباحثين وضباط الشرطة والممرضات وطلاب الجامعات وأعضاء رجال الدين في تحقيقاتها.
تم تكييف قصص مطاردة الأشباح التي روج لها Warrens أو ألهمت بشكل غير مباشر عشرات الأفلام والمسلسلات التلفزيونية والأفلام الوثائقية ، بما في ذلك العديد من الأفلام في سلسلة Amityville Horror والأفلام في The Conjuring Universe .
قام المتشككون بيري دي أنجليس وستيفن نوفيلا بالتحقيق في أدلة وارينز ووصفوها بأنها "بلارني". خلص المحققون المتشككون جو نيكيل وبنجامين رادفورد إلى أن الملاحقات الأكثر شهرة ، أميتيفيل وعائلة سنيديكر ، لم تحدث وتم اختراعها.